# Prupt
Der Prupt (russisch Прупт, Пруб (Prub)) ist ein linker Nebenfluss der Nördlichen Keltma in der Republik Komi in Nordwestrussland.
Der Prupt entspringt im Ust-Kulom Rajon am Nordostrand des Nordrussischen Landrückens. Von dort durchfließt der Fluss eine Waldlandschaft in östlicher Richtung. Schließlich trifft er auf die nach Norden strömende Nördliche Keltma. 
Der Prupt hat eine Länge von 163 km. Er entwässert ein Areal von 3230 km². 
Der mittlere Abfluss 61 km oberhalb der Mündung beträgt 20 m³/s.
Der Prupt wird in starkem Maße von der Schneeschmelze gespeist. Im Monat Mai kommt es regelmäßig zu Hochwasser.